# Ned Kelly (filme)
Ned Kelly (bra/prt: Ned Kelly) é um filme franco-australo-britano-estadunidense de 2003, do gênero faroeste dramático-histórico-biográfico, dirigido por Gregor Jordan, com roteiro de John Michael McDonagh baseado no romance biográfico Our Sunshine, de Robert Drewe.

## Sinopse
Conta a história do criminoso australiano Edward "Ned" Kelly, famoso por ter desafiado as autoridades da Austrália colonial.[carece de fontes?]

## Elenco
- Heath Ledger como Ned Kelly
- Orlando Bloom como Joe Byrne
- Geoffrey Rush como Francis Hare
- Naomi Watts como Julia Cook
- Philip Barantini como Steve Hart
- Laurence Kinlan como Dan Kelly
- Emily Browning como Grace Kelly

## Recepção
Ned Kelly teve recepção mista por parte da crítica especializada. Com um índice de aprovação de 56% em base de 54 críticas, o Rotten Tomatoes publicou um consenso: “Mais profundidade sobre o lendário bandido seria bem-vinda, mas como ela é, Ned Kelly é um ocidental razoavelmente divertido”.

## Prêmios
AFI Award (2003)
Best Costume Design[carece de fontes?]
Best Production Design[carece de fontes?]
IF Award (2003)
Best Production Design[carece de fontes?]